# Plymouth (Illinois)
Plymouth es una villa ubicada en el condado de Hancock en el estado estadounidense de Illinois. En el Censo de 2010 tenía una población de 505 habitantes y una densidad poblacional de 347,56 personas por km².

## Geografía
Plymouth se encuentra ubicada en las coordenadas 40°17′32″N 90°54′59″O / 40.29222, -90.91639. Según la Oficina del Censo de los Estados Unidos, Plymouth tiene una superficie total de 1.45 km², de la cual 1.45 km² corresponden a tierra firme y (0%) 0 km² es agua.

## Demografía
Según el censo de 2010, había 505 personas residiendo en Plymouth. La densidad de población era de 347,56 hab./km². De los 505 habitantes, Plymouth estaba compuesto por el 100% blancos, el 0% eran afroamericanos, el 0% eran amerindios, el 0% eran asiáticos, el 0% eran isleños del Pacífico, el 0% eran de otras razas y el 0% pertenecían a dos o más razas. Del total de la población el 0.2% eran hispanos o latinos de cualquier raza.